# Malinska-Dubašnica
Malinska-Dubašnica est une municipalité située sur l'île de Krk, dans le comitat de Primorje-Gorski Kotar, en Croatie. Au recensement de 2001, la municipalité comptait 2 726 habitants, dont 89,91 % de Croates et le village de Malinska, siège de la municipalité, comptait 607 habitants.

## Localités
La municipalité de Malinska-Dubašnica compte 21 localités :
| - Barušići - Bogovići - Kremenići - Ljutići - Malinska - Maršići - Milčetići | - Milovčići - Oštrobradić - Porat - Radići - Sabljići - Sršići - Strilčići | - Sveti Anton - Sveti Ivan - Sveti Vid-Miholjice - Turčić - Vantačići - Zidarići - Žgombići |